# Сокобањска Моравица
Сокобањска Моравица је река на истоку Србије, десна притока Јужне Мораве дужине 60,4 km, површине слива 625 km². Извире у селу Врело, и пролази кроз Сокобању и Алексинац.
Притоке са десне стране су Сеселачка, Блендијска и Трговишка река, а са леве река Градашница.
Надомак Сокобање у Бованској клисури Моравица пуни Бованско језеро. Бованско језеро преко постројења за пречишћавање воде водом снабдева Алексинац. Река Моравица као отока 12 km низводно улива се у Јужну Мораву.

## Галерија слика
- Извор реке Моравице у селу Врело
- „Шест каца“ на Моравици
- „Шест каца“, лети
- Природни џакузи на Моравици
- Кривудава река Моравица
- Жупан
- Моравица зими
- Река Моравица формира Бованско језеро
- Уређено излетиште у близини изворишта
- Уређено излетиште у близини изворишта
- Уређено излетиште у близини изворишта
- Уређено излетиште у близини изворишта